# بوب إليوت (لاعب كرة قاعدة)
بوب إليوت (بالإنجليزية: Bob Elliott)‏ هو لاعب كرة قاعدة أمريكي، ولد في 26 نوفمبر 1916 في سان فرانسيسكو في الولايات المتحدة، وتوفي في 4 مايو 1966 في سان دييغو في الولايات المتحدة.

## وصلات خارجية
- بوب إليوت على موقع دوري كرة القاعدة الرئيسي (الإنجليزية)
- بوب إليوت على موقعبيزبول رفرنس.كوم (الدوري الرئيسي) (الإنجليزية)
- بوب إليوت على موقعبيزبول رفرنس.كوم (الدوري الثانوي) (الإنجليزية)
- بوب إليوت على موقع إي إس بي إن.كوم (أم.أل.بي) (الإنجليزية)
- بوب إليوت على موقع مشجعي الرسوم البيانية (الإنجليزية)